# Espejos Tour
Es la primera gira musical de la banda de rock argentino Ciro y los Persas, que se formaron en el mes de julio de 2009 tras la separación de Los Piojos, que tuvo lugar el 30 de mayo de 2009 en el estadio de River ante más de 65.000 personas. Previo al comienzo de la gira, la banda realizó dos shows en Córdoba y Rosario los días 18 y 20 de diciembre, donde tocaron temas de Los Piojos y algunos cóvers de otras bandas del palo. En esos dos recitales, la banda estrenó un tema que al año siguiente se incluiría en su primer disco. Al año siguiente comienzan con el proceso de grabación de este, que sale en el mes de julio, a un año de la formación de la banda, y se titula Espejos. El tour de presentaciones de este disco comenzó el 14 de agosto de 2010 y terminó el 5 de marzo de 2012. El disco cuenta con la participación de quien fuera bajista de Los Piojos, Miguel Ángel "Micky" Rodríguez, en el tema «Paso a paso». La gira los llevó por Córdoba, Mendoza y otros puntos más hasta llegar a la presentación del disco en Buenos Aires, que tuvo lugar en el Estadio Luna Park durante tres fechas seguidas. Realizaron durante el resto del año varios shows por el país, entre los cuales se destacan las dos actuaciones de Andrés Ciro Martínez como telonero de Paul McCartney, que tuvieron lugar el 10 y 11 de noviembre en el mismo escenario que se separaron Los Piojos, y previo a eso tocaron en Luján 5 días antes del primero de los dos shows. Luego despiden el año en el mismo lugar que presentaron su primer disco, y también en Tigre. Durante 2011 hicieron varias presentaciones, hasta llegar otra vez al mítico Palacio de los Deportes para tocar durante tres fechas seguidas en una mini gira de nombre Viaje al centro de la Luna. Al año siguiente hacen los cuatro últimos shows de la gira, ya que luego se metieron a los estudios para grabar su segundo disco, de nombre 27.

## Inicios de la banda, primeros shows, lanzamiento del disco y gira

### 2009
La banda se forma a mediados del año 2009, precisamente en el mes de julio, dos meses después de la separación de Los Piojos, que ocurrió el 30/05/2009 en el estadio de River. Según dijo Ciro, él no quería caer en un estado de depresión por la ruptura de Los Piojos. La primera formación estaba constituida por sus siguientes integrantes: Andrés Ciro Martínez en la voz y armónica, Juan Manuel Gigena Ábalos en la guitarra (se fue a probar a Los Piojos después de la salida de Piti Fernández, pero no prosperó), el exintegrante de Virus Julián Isod en batería, Juan José Gaspari en guitarra, el brasileño nacionalizado argentino Joao Marcos César Bastos, más conocido como Broder, en el bajo, y el mexicano, también nacionalizado argentino, Miguel de Ípola, que tuvo un paso fugaz por Rata Blanca, Walter Giardino Temple y Los Piojos, entre otras más. Este fue el único que se decidió a formar parte de la banda luego de la separación de Los Piojos. La banda tuvo su primera experiencia en recitales los días 18 y 20 de diciembre en Córdoba y Rosario, donde repasaron temas de Los Piojos y algunos cóvers, además de estrenar en sociedad el tema Antes y después, que se incluiría al año siguiente en su primer disco.

### 2010
Comienzan el año con la grabación de su primer disco, que se titula Espejos y sale a las bateas el 20 de julio. Consta de 15 canciones. Con este disco se da inicio a la carrera solista de Andrés Ciro Martínez tras la separación de Los Piojos. La gira de presentaciones comienza el 14 de agosto de 2010 en el Orfeo Superdomo de Córdoba. De este disco se destacan Antes y después, Vas a bailar e Insisto, cuyos temas fueron lanzados como corte de difusión y tienen videoclip. El tema de apertura de este disco estuvo a punto de entrar en el último trabajo de Los Piojos, pero quedó afuera y se mudó al primer álbum de Ciro y los Persas antes mencionado más arriba. El segundo tema mencionado se filmó en Puerto Madryn, y cuenta con la participación especial de los hijos de Andrés Ciro Martínez. Por otra parte, el tercero se filmó en la Línea B del subte de Buenos Aires. En el tema Chucu chu parafrasean a Charly García en su canción El fantasma de Canterville y su final se parece a la canción Ñam fri frufi fali fru de Patricio Rey y sus Redonditos de Ricota. Este disco también cuenta con el homenaje a Luca Prodan, que falleció el 22/12/1987 a causa de su adicción a la heroína. El tema se titula Malambo para Luca. En este tema, la banda incluye extractos de los temas Mañana en el Abasto y La rubia tarada, que a veces solían enganchar Los Piojos en las versiones en vivo de su canción El farolito, con presentación de la banda en el medio. También rescatan un tema de los primeros años de Los Piojos, que se titula Blues del gato sarnoso, que no había salido en ningún disco de la banda hasta ese momento. Sobre el final, hacen una versión acústica de Trapos, que se caracteriza por ser el bonus track que cierra el disco. Cuenta también con la participación del exbajista de Los Piojos, Miguel Ángel "Micky" Rodríguez, quien puso su voz en el tema Paso a paso. El 10 y 12 de septiembre, la banda toca en Mendoza y San Juan, hasta que realizaron tres funciones a lleno total en el estadio Luna Park los días 22, 23 y 25 de septiembre, lo que significó la presentación oficial del disco Espejos en Buenos Aires. Meses después llegan a Luján para tocar en Wanaca Disco, cuyo concierto tuvo lugar el día 5 de noviembre. En el recital, la banda tocó un tema que quedó afuera del primer disco. Este se titula Similar. Se incluyó en su nuevo disco que lleva por nombre Naranja persa, estrenado en el año 2016 en su versión nueva. El 10 y 11 de noviembre, la banda actúa en el estadio de River como soporte del ex-Beatle Paul McCartney, ante más de 90 mil personas, quien no tocaba en Argentina desde aquel diciembre de 1993, durante tres fechas seguidas (10, 11 y 12 de diciembre). Luego de tocar durante dos veces en River, la banda regresó a Rosario después de 11 meses. El recital tuvo lugar el día 27/11/2010. El 4 de diciembre, la banda toca en la Estación Belgrano de Santa Fe, y el día 12 hacen lo propio en el Festival Zona Rock de Mendoza, que se desarrolló en la discoteca El Santo, de Rodeo del Medio. En esta segunda fecha, antes que Ciro y los Persas, la primera banda encargada de subir al escenario fue El Bordo, banda liderada desde 1998 por Alejandro Kurz. El 17 y 18 de diciembre se produjo su regreso al estadio Luna Park con estadio lleno y días después despiden el año en el Festival Cuál es Rock 2010: Cosecha Tardía, que tuvo lugar en el Playón de la Estación de Trenes del Ferrocarril Mitre, del Partido de Tigre. Participaron también Carajo y Javier Malosetti, hermano del recientemente fallecido Walter Malosetti. De esta manera terminan un excelente año.

### 2011
Comienzan el año tocando en la edición número 11 del Cosquín Rock en Santa María de Punilla ante una multitud importante. En esa fecha participaron bandas como Almafuerte, Arbolito, Horcas, Logos, Las Pastillas del Abuelo, Tren Loco, No Te Va Gustar y otras más. Luego de su participación en el festival, exactamente el día 14/02/2011, la banda hace lo propio en la Fiesta Nacional de la Manzana, que se desarrolló en el predio que lleva su nombre. En esa fecha también tocó Kapanga, banda liderada hasta el día de hoy por Martín "Mono" Fabio. Un mes después tocan en Space Disco de Quilmes, en un show que tuvo lugar el 13 de marzo. 13 días después, es decir el 26/03, tocan en la discoteca Low de Sunchales. Justo Rata Blanca se presentaba después de 4 años en Venezuela, en el marco del GillmanFest Barquisimetal 2011 y en las presentaciones del disco El reino olvidado. El 16 de abril llegan a Rosario nuevamente, y justo tocaba La Renga en Neuquén y No Te Va Gustar en el Estadio Luna Park de Buenos Aires presetando el exitoso disco Por lo menos hoy. En el show, la banda estrenó Curtite, el primer tema nuevo que en 2012 se incluiría en su segundo disco. Luego tocaron en el Microestadio Delmi de Salta, con fecha del 13 de mayo. Dos días antes, la banda regresó a Córdoba para tocar en Captain Blue XL. El 22 de mayo, la banda participa en una nueva edición del Quilmes Rock, que no se desarrolló ni en River, ni en Vélez ni en Ferro, sino que tuvo lugar en el estadio GEBA. El primer invitado en el recital fue el estadounidense radicado en Argentina Jimmy Rip, con quien tocaron los temas Genius y Carol, este último grabado primero por Chuck Berry y luego por The Rolling Stones. El segundo invitado de la noche fue Omar Mollo, hermano del guitarrista de Divididos Ricardo Mollo. Tocaron, además, Bersuit Vergarabat (que regresó después de un tiempo pero sin Cordera), Kapanga, los juninenses-platenses Estelares y La Mancha de Rolando. El 18 de junio tocaron en GAP, Mar del Plata. En el recital homenajearon a Riff en el tema Que sea rock. El 25 de junio tocaron en Zárate. El concierto se desarrolló en Tedeum, y 10 días después volvieron a tocar nuevamente en el estadio Luna Park. Fue el único concierto que la banda desarrolló sin publicidad. El 8 de julio, la banda debuta en Jujuy. El concierto tuvo lugar en la Federación de Básquet de la capital provincial. El 17 de julio tocaron en L'étôile, donde tocaron alguna vez Los Piojos, Los Redondos y otros más. El 12 de agosto tocaron por primera vez en el estadio Socios Fundadores de Comodoro Rivadavia. El 26/08/2011 participaron del Zona Rock Buenos Aires 2011, que se desarrolló en el Microestadio de Argentinos Juniors. En esa fecha participaron también El Bordo, Salta La Banca y Sordos Rock, banda liderada por el cantante Enzo Sánchez, quien anteriormente fuera saxofonista estable de Los Piojos. La banda de Wilde estrenó temas de lo que en ese año sería su segundo disco. A partir de septiembre comienzan los cambios en la formación. El primero en irse de la banda fue Miguel de Ipola, que fue reemplazado luego por Diego Mano. El segundo fue Juan José Gaspari, quien se trasladó a Jóvenes Pordioseros. Su salida se debió a problemas personales, desmintiendo internas entre él y el resto del grupo. En su reemplazo entra Rodrigo Pérez, quien fue ayudante de Los Piojos en sus años anteriores, y hasta el día de hoy canta en su banda La Yumba. El día 10/09, Ciro y su banda parten con rumbo hacia Corrientes para participar en el Corrientes Rock 2011 junto a La Vela Puerca, desarrollado en el Anfiteatro Mario del Tránsito Cocomarolla. 7 días después participaron del Festival Prevemusic 2011, que tuvo lugar en el Club Unión de Sunchales. El recital tuvo lugar el día 17/09, contando también con la participación de Charly García, Las Pastillas del Abuelo y Vicentico, este último fue líder de Los Fabulosos Cadillacs. El 8 de octubre, a 5 años del accidente de ECOS, la banda toca en Junín, donde estrenan otro tema nuevo, titulado Astros, que se incluiría en 27, su segundo disco. Según se dice, este tema fue compuesto por Carolina de la Presa, que era la mujer de Ciro, y se decía que era de Los Piojos, de antes de la salida de Tercer arco, que también quedó afuera de este disco al igual que No jugués conmigo, otro tema de Los Piojos que no llegó a incluirse. El día 15/10 tocan en el estadio Luis Butta de Paraná, en Entre Ríos, siendo este su primer concierto en esa provincia. Mientras tanto, el 4 de noviembre dan por primera vez un concierto en el Microestadio Atenas de La Plata, donde por aquellos años tocaron bandas como Los Redondos, No Te Va Gustar, La Vela Puerca, Divididos y Rata Blanca. El 11 y 12 de noviembre tocan en Quality Espacio de Córdoba y El Santo Disco, de Rodeo del Medio, donde tocaron después de un tiempo. En diciembre, precisamente el 16, 17 y 18, la banda regresa al estadio Luna Park para dar tres funciones. Dicha trilogía de conciertos se denomina Viaje al centro de la Luna, en homenaje a una obra muy conocida de Julio Verne, de nombre Viaje al centro de la Tierra. Fue así que despidieron el año.

### 2012
Comienzan el año tocando en Lincoln el 28 de enero y luego en la edición 12 del Cosquín Rock el día 11 de febrero en Santa María de Punilla. En el recital, la banda homenajeó al Flaco Luis Alberto Spinetta, en su tema Me gusta ese tajo, que abrió el show. Ese día también tocaron Anthrax, Horcas, Logos, Guasones, Tren Loco, Malón, Las Pelotas, el exguitarrista de Los Redondos Skay Beilinson, Catupecu Machu y el grupo navarro Marea, este último sería teloneado por La Renga el 27/10/2012 en el Microestadio Malvinas Argentinas. El día 25 tocan en el Gimnasio Municipal de Esquel, y el 5 de marzo participan de la Fiesta de la Vendimia 2012, junto con Divididos. Luego del show, la banda se mete a los estudios de grabación para comenzar a registrar su segundo disco.

## Primeros shows
| Fecha                   | Ciudad  | País      | Recinto         | Asistencia |
| ----------------------- | ------- | --------- | --------------- | ---------- |
| América del Sur         |         |           |                 |            |
| 18 de diciembre de 2009 | Córdoba | Argentina | Captain Blue XL | 2,000      |
| 20 de diciembre de 2009 | Rosario | Argentina | Willie Dixon    | 1,400      |

## Fechas de la gira
| Fecha                    | Ciudad                | País      | Recinto                                    | Asistencia |
| ------------------------ | --------------------- | --------- | ------------------------------------------ | ---------- |
| América del Sur          |                       |           |                                            |            |
| 14 de agosto de 2010     | Córdoba               | Argentina | Orfeo Superdomo                            |            |
| 10 de septiembre de 2010 | Mendoza               | Argentina | Auditorio Ángel Bustelo                    |            |
| 12 de septiembre de 2010 | San Juan              | Argentina | Hugo Espectáculos                          |            |
| 22 de septiembre de 2010 | Buenos Aires          | Argentina | Estadio Luna Park                          | 8,500      |
| 23 de septiembre de 2010 | Buenos Aires          | Argentina | Estadio Luna Park                          | 8,500      |
| 25 de septiembre de 2010 | Buenos Aires          | Argentina | Estadio Luna Park                          | 8,500      |
| 5 de noviembre de 2010   | Luján                 | Argentina | Wanaca Disco                               |            |
| 10 de noviembre de 2010  | Buenos Aires          | Argentina | Estadio River Plate                        | 45,000     |
| 11 de noviembre de 2010  | Buenos Aires          | Argentina | Estadio River Plate                        | 45,000     |
| 27 de noviembre de 2010  | Rosario               | Argentina | Anfiteatro Municipal Humberto de Nito      | 3,000      |
| 4 de diciembre de 2010   | Santa Fe              | Argentina | Estación Belgrano                          |            |
| 12 de diciembre de 2010  | Rodeo del Medio       | Argentina | El Santo Disco                             |            |
| 17 de diciembre de 2010  | Buenos Aires          | Argentina | Estadio Luna Park                          | 8,500      |
| 18 de diciembre de 2010  | Buenos Aires          | Argentina | Estadio Luna Park                          | 8,500      |
| 23 de diciembre de 2010  | Tigre                 | Argentina | Estación de Trenes Mitre                   |            |
| 13 de febrero de 2011    | Córdoba               | Argentina | Aeródromo Santa María de Punilla           | 20,000     |
| 14 de febrero de 2011    | Río Negro             | Argentina | Predio de la Fiesta Nacional de la Manzana |            |
| 13 de marzo de 2011      | Quilmes               | Argentina | Space Disco                                |            |
| 26 de marzo de 2011      | Sunchales             | Argentina | Centro Cultural Low                        | 3,000      |
| 16 de abril de 2011      | Rosario               | Argentina | Anfiteatro Municipal Humberto de Nito      | 3,000      |
| 11 de mayo de 2011       | Córdoba               | Argentina | Captain Blue XL                            |            |
| 13 de mayo de 2011       | Salta                 | Argentina | Estadio Delmi                              |            |
| 22 de mayo de 2011       | Buenos Aires          | Argentina | Club GEBA - Jorge Newbery                  |            |
| 18 de junio de 2011      | Mar del Plata         | Argentina | GAP                                        |            |
| 25 de junio de 2011      | Zárate                | Argentina | Tedeum Disco                               |            |
| 5 de julio de 2011       | Buenos Aires          | Argentina | Estadio Luna Park                          | 8,500      |
| 8 de julio de 2011       | San Salvador de Jujuy | Argentina | Estadio Federación                         |            |
| 17 de julio de 2011      | San Carlos Centro     | Argentina | L'étôile Disco                             |            |
| 12 de agosto de 2011     | Comodoro Rivadavia    | Argentina | Estadio Socios Fundadores                  | 4,000      |
| 26 de agosto de 2011     | Buenos Aires          | Argentina | Microestadio Malvinas Argentinas           |            |
| 10 de septiembre de 2011 | Corrientes            | Argentina | Anfiteatro Mario del Tránsito Cocomarola   | 7,500      |
| 17 de septiembre de 2011 | Sunchales             | Argentina | Club Unión                                 |            |
| 15 de octubre de 2011    | Paraná                | Argentina | Estadio Luis Butta                         |            |
| 4 de noviembre de 2011   | La Plata              | Argentina | Estadio Atenas                             |            |
| 11 de noviembre de 2011  | Córdoba               | Argentina | Quality Espacio                            |            |
| 12 de noviembre de 2011  | Rodeo del Medio       | Argentina | El Santo Disco                             |            |
| 16 de diciembre de 2011  | Buenos Aires          | Argentina | Estadio Luna Park                          | 8,500      |
| 17 de diciembre de 2011  | Buenos Aires          | Argentina | Estadio Luna Park                          | 8,500      |
| 18 de diciembre de 2011  | Buenos Aires          | Argentina | Estadio Luna Park                          | 8,500      |
| 28 de enero de 2012      | Lincoln               | Argentina | Plaza Rivadavia                            |            |
| 11 de febrero de 2012    | Córdoba               | Argentina | Aeródromo Santa María de Punilla           | 30,000     |
| 25 de febrero de 2012    | Esquel                | Argentina | Gimnasio Municipal                         | 8,000      |
| 5 de marzo de 2012       | Mendoza               | Argentina | Teatro Griego Frank Romero Day             |            |

## Formación durante la primera parte de la gira
- Andrés Ciro Martínez - Voz y armónica (2009 - Actualidad)
- Juan Manuel Gigena Ábalos - Guitarra (2009 - Actualidad)
- Julián Isod - Batería (2009 - Actualidad)
- Juan José Gaspari - Guitarra (2009 - 2011)
- Joao Marcos César Bastos - Bajo (2009 - Actualidad)
- Miguel de Ipola - Teclados (2009 - 2011)

## Formación en la segunda parte de la gira
- Andrés Ciro Martínez - Voz y armónica (2009 - Actualidad)
- Juan Manuel Gigena Ábalos - Guitarra (2009 - Actualidad)
- Julián Isod - Batería (2009 - Actualidad)
- Rodrigo Pérez - Guitarra (2011 - Actualidad)
- Joao Marcos César Bastos - Bajo (2009 - Actualidad)
- Diego Mano - Teclados (2011 - 2012)